# Източнопонтийски планини
Източнопонтийските планини или Качкаарски планини (на турски: Kaçkarlar или на турски: Kaçkar Dağları) са планини в Северна Турция, простиращи се покрай южния бряг на Черно море и заемащи източните части на Понтийските планини между реките Мелет на запад и Чорох на изток. Дължината им е около 360 km, а ширината – до 100 km. Състоят се от няколко хребета, разположени по паралела (от запад на изток): Гиресун (3095 m), Бердига, Гюмюшхане (3305 m), Зигана (2306 m), Трабзон (3063 m) и най-високия Лазистански хребет (връх Качкар 3937 m). Създадени са през Алпийската орогенеза и са изградени от кристалинни, метаморфни и вулканични скали. Силно са разчленени от дълбоки речни долини. На север към Черно море текат реките Аксу, Яглъдере, Хапшит, Дегирмен, Янбулу, Карадере, Халдизен, Пазар и др, а на юг – Келкит (десен приток на Йешилърмак) и множество къси леви притоци на Чорох. Северните склонове, които са силно овлажнени (до 3000 mm годишен валеж) са покрити с гъсти и влажни субтропични, а над 400 – 500 m – смесени и смърчови гори. Южните засушливи склонове са заети от сухи средиземноморски гори и храсти, а над 2000 m са разпространени субалпийски и алпийски пасища.